# Alexandra Cassan-Ferrier
Alexandra Cassan-Ferrier née le 9 juillet 1989, est une triathlète française.

## Biographie
Alexandra Cassan-Ferrier  remporte le championnat du monde universitaire 2012 à Yilan en Chine.

## Palmarès
Le tableau présente les résultats les plus significatifs (podium) obtenus sur le circuit national et international de triathlon depuis 2010.
| Année | Compétition                                 | Pays     | Position           | Temps           |
| ----- | ------------------------------------------- | -------- | ------------------ | --------------- |
| 2014  | Grand Prix de triathlon - Étape de Nice     | France   | Médaille de bronze | Timing          |
| 2014  | 8e Étapes de coupe d'Europe à Banyoles      | Espagne  |                    | 1 h 59 min 46 s |
| 2014  | Grand Prix de triathlon (équipe club)       | France   |                    |                 |
| 2014  | Championnat de France                       | France   |                    | 1 h 0 min 40 s  |
| 2014  | 11e Étapes de coupe d'Europe à Karlovy Vary | Tchéquie |                    | 2 h 5 min 12 s  |
| 2011  | Championnat de France de duathlon           | France   | Médaille de bronze | 1 h 1 min 35 s  |
| 2010  | Triathlon de La Baule CD                    | France   |                    | 2 h 6 min 8 s   |